# Limburgs bevrijdingsmonument
Het Limburgs bevrijdingsmonument op het Koningsplein (in de wijk Wyckerpoort) in Maastricht is een monument ter herdenking van de bevrijding van Maastricht en de bevrijding van Nederland van de Duitse bezetting. Jaarlijks vinden er bij de Nationale Dodenherdenking en op 13 september plechtigheden plaats bij het monument.

## Geschiedenis

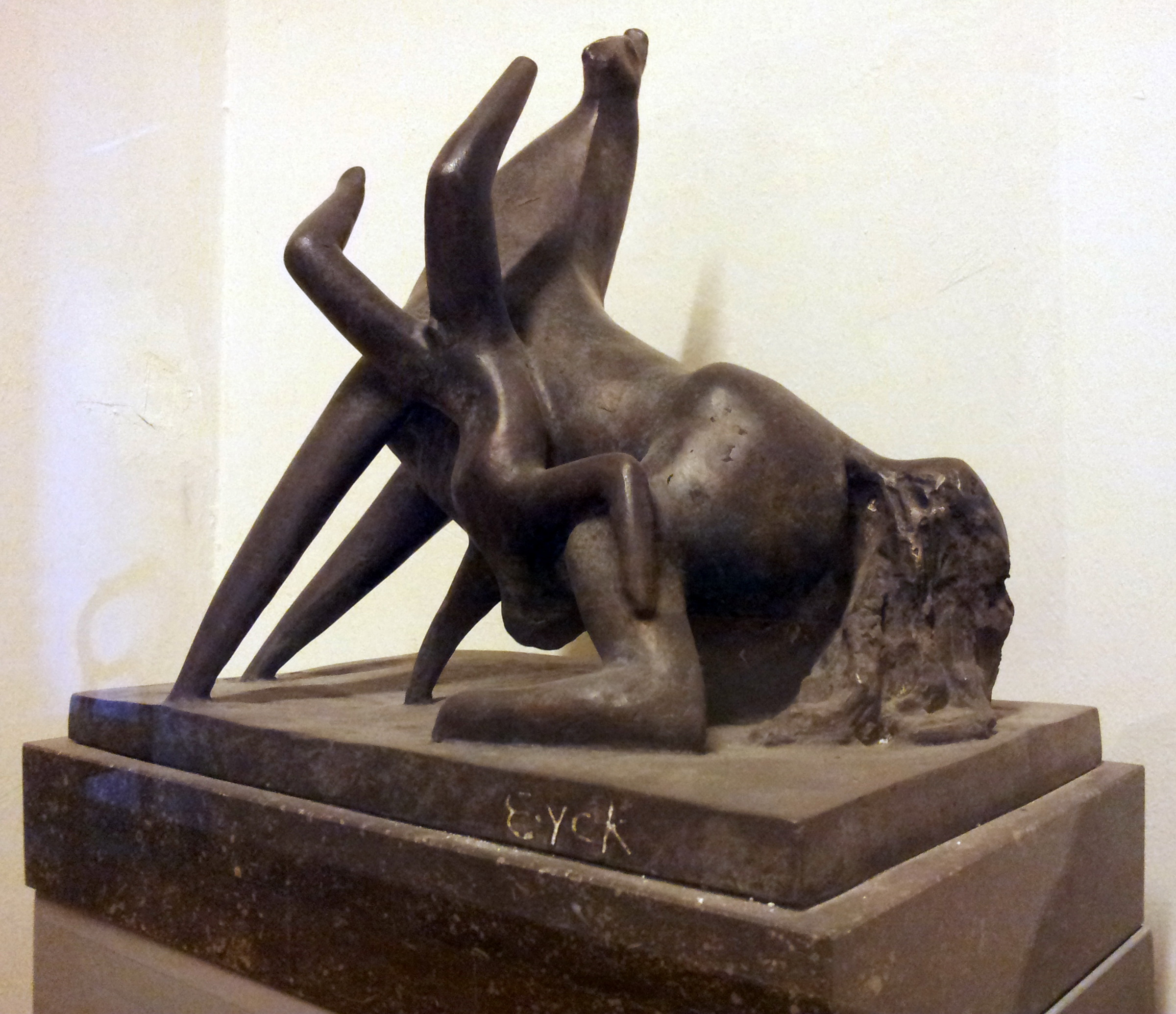
Gipsen voorstudie, ca 1950

### Achtergrond
Op 13 en 14 september 1944 trok de 30e Infanteriedivisie ("Old Hickory" genoemd) van het Amerikaanse leger de stad Maastricht binnen en bevrijdde de stad van de Duitse bezetter. Niet lang na de Tweede Wereldoorlog werd het 'Comité tot Oprichting van een Limburgs Oorlogsmonument' (Colom) opgericht, met koningin Wilhelmina als beschermvrouwe en commissaris van de Koningin Willem van Sonsbeeck als erevoorzitter, dat zich sterk maakte voor een monument. Er werden diverse middelen ingezet om het project bekendheid te geven en geld in te zamelen; Daan Wildschut maakte hiervoor affiches en bioscopen en de regionale omroep werden ingeschakeld. In mei 1947 werd besloten dat het gedenkteken een plaats zou krijgen op het Koningsplein in Maastricht. Een jaar later kreeg de Limburgse beeldhouwer Charles Eyck de opdracht een monument te ontwerpen. Hij kreeg in 1951 groen licht om zijn ontwerp van een meer dan levensgrote mensengroep uit te voeren. Een tijdelijk atelier werd ingericht in de Sint-Andrieskapel in Maastricht. De beelden werden in 1952 in brons gegoten bij de Haarlemse bronsgieterij Binder.

### Onthulling

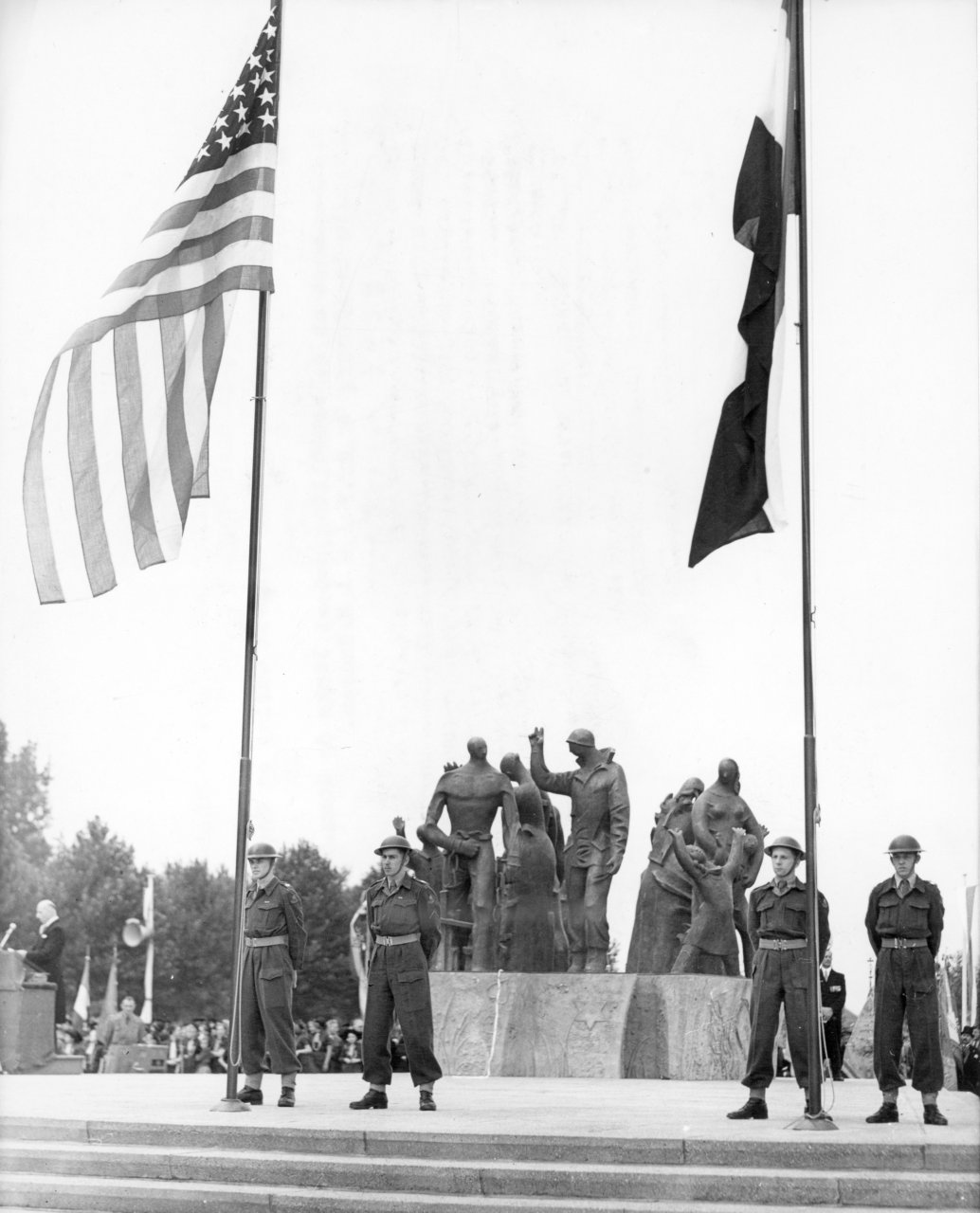
Gouverneur Houben houdt zijn rede

Op zaterdagmiddag 13 september 1952 verwelkomde generaal Bongers, voorzitter van Colom, de aanwezigen op het Koningsplein, waarna de Amerikaanse en Nederlandse vlag werden gehesen en de volksliederen van beide landen werd gespeeld. Minister van oorlog, Kees Staf, onthulde het monument en hield een korte rede. Na hem spraken nog commissaris van de Koningin Frans Houben en de Amerikaanse ambassadeur Selden Chapin. Vervolgens werden negen kransen bij het monument gelegd. De Colom-voorzitter droeg het monument vervolgens over aan de gemeente Maastricht, waarvoor burgemeester Willem baron Michiels van Kessenich een dankwoord uitbracht. De plechtigheid werd opgeluisterd door de Mastreechter Staar en de Koninklijke Harmonie. De hooggeplaatste genodigden werden daarna ontvangen op het stadhuis van Maastricht.
's Avonds trok een bidstoet door de stad, waarna voor het eerst het bevrijdingsvuur bij het monument werd ontstoken. Het vuur was door leden van de Maastrichtse atletiekvereniging AV '34 in een estafette overgebracht vanaf het strand in het Normandische Caen, waar in juni 1944 de geallieerden waren geland. Dit bleef tot 1959 een jaarlijks terugkerende traditie; daarna gebeurde dat om de vijf jaar.

### Kritiek

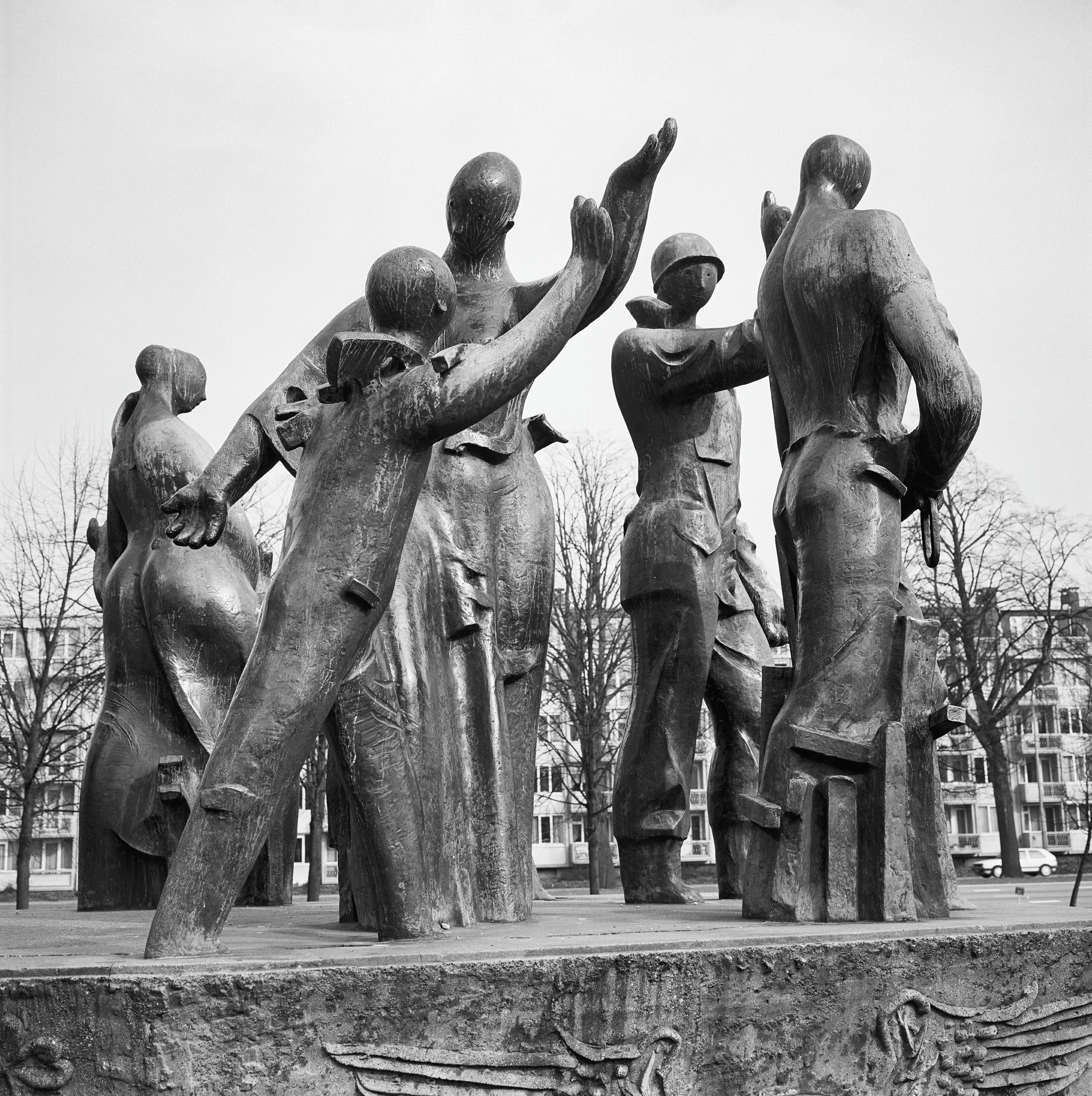
Het monument in 1993

Kunstcriticus en beeldhouwer Marius van Beek vergeleek het beeld in De Tijd met de beeldengroep 'De Burgers van Calais' van Auguste Rodin, waarbij de vergelijking in het nadeel van Eyck uitviel. Hij noemt het bevrijdingsmonument "een verzameling van losse beelden, die nauwelijks iets met elkaar van doen hebben" en "er zijn schrikbarende oppervlakkigheden in dit monument, er is om 't zo te zeggen, dikwijls met de pet naar gegooid." Hij eindigde gematigd positief: "(...) toch heeft het iets. Er spreekt een overtuiging uit en een enorme levensdrang. Alleen daarom is het misschien meer waard dan heel veel grondig overwogen beeldjes."
Eyck zei er onder andere over: "Het monument heeft geen andere pretentie dan een herinnering te zijn aan het gloeiende enthousiasme op de dag dat de oorlog beëindigd was en het Amerikaanse leger ons land binnentrok. Het moest lijken op een fragment van die feestelijke stoeterijen, die op de bevrijdingsdag door onze dorpen en steden trokken - ongeordend - een spontane laaiende geestdrift, waar alle doorstane ellende een spanne tijds wordt vergeten. Dat ik toch aan sommige figuren een meer symbolische betekenis heb willen geven, was om de verborgen impulsen die toen nog onbewust werkzaam waren te benadrukken o.a. de wederopbouw, een gespierde arbeider met hamer; een verzetsman die zichzelf uit het concentratiekamp bevrijdt, de boeien verbreekt en de gevaren trotseert om in de ondergrondse strijd de macht van de tegenstander te ondermijnen; een met rouwsluier omhangen eenzame, treurende vrouw; een Amerikaanse soldaat die het V-teken maakt is het symbool van de soldaat van alle overwinnende legers ... en wat zou de Bevrijdingsdag aan kleur en klank hebben gemist zonder het joelende enthousiasme van de schoolgaande jeugd."

### Nationale Dodenherdenking
Sinds de onthulling van het monument vindt hier jaarlijks op 4 mei de lokale plechtigheid van de Nationale Dodenherdenking plaats, georganiseerd door het Comité Dodenherdenking Maastricht. Vanaf 2012 heeft deze plechtigheid, in verband met de aanleg van de Koning Willem-Alexandertunnel, elders in de stad plaatsgevonden, op het Herdenkingsplein in het Kommelkwartier. Hoewel bedoeld als tijdelijk, gingen er na de eerste plechtigheid op het Herdenkingsplein stemmen op om deze locatie permanent te maken. In 2018 besloot het Comité Dodenherdenking inderdaad niet terug te keren naar het Koningsplein, wat leidde tot felle reacties.
In juni 2017 begon een grootscheepse restauratie van het monument. Tegelijkertijd werden het Koningsplein en het Oranjeplein heringericht tot één groot park, verbonden met de Groene Loper.

## Beschrijving monument
Het monument bestaat uit een beeldengroep van acht mensfiguren die het moment verbeelden dat de Amerikanen de stad introkken, waarbij sommige beelden een meer symbolische betekenis hebben. Centraal figuur is een Amerikaanse soldaat die het V-teken maakt (vrijheid). Verder zijn te zien: een arbeider met een hamer (wederopbouw), een man met verbroken ketens (verzet), twee dansende kinderen met hun moeders, waarvan één een kind tegen zich aandrukt (genegenheid), en een treurende vrouw die zich enigszins heeft afgewend (rouw).
De circa tweeënhalve meter hoge beeldengroep staat op een voetstuk van circa anderhalve meter hoog. Het voetstuk is gemaakt van beton en voorzien van een cementlaag. In reliëf zijn in de rand onder andere een blad, bloemenranken, een ster, een haan, een Franse lelie, een bizon, een adelaar en een klimmende leeuw afgebeeld. Voor het monument is een bronzen schaal geplaatst, waarin het bevrijdingsvuur kan worden ontstoken.
In de bestrating is een plaquette aangebracht met de tekst:

 EER AAN DE GEVALLENEN
DANK AAN DE BEVRIJDERS
1940 - 1945

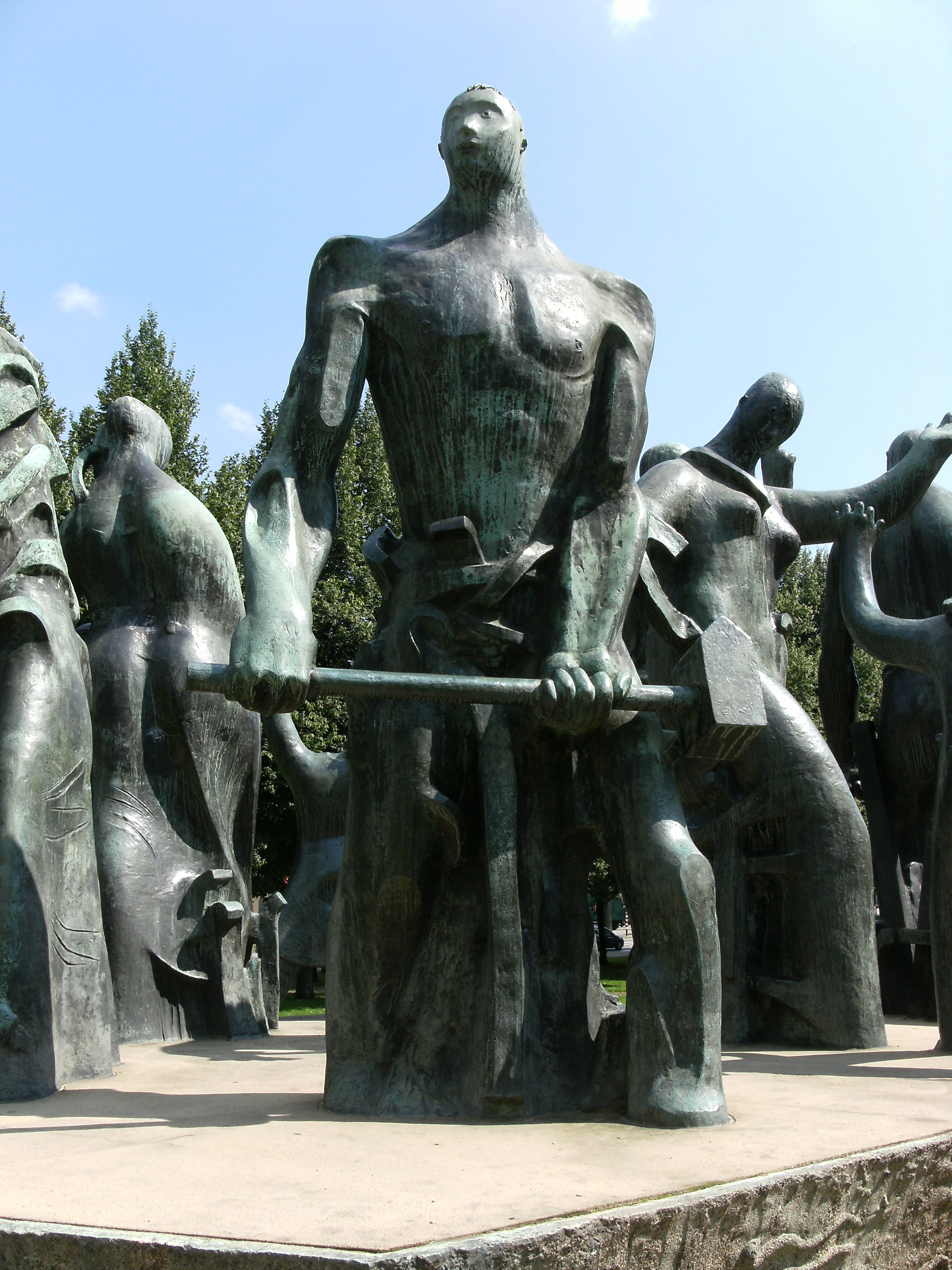
Detail beeldengroep
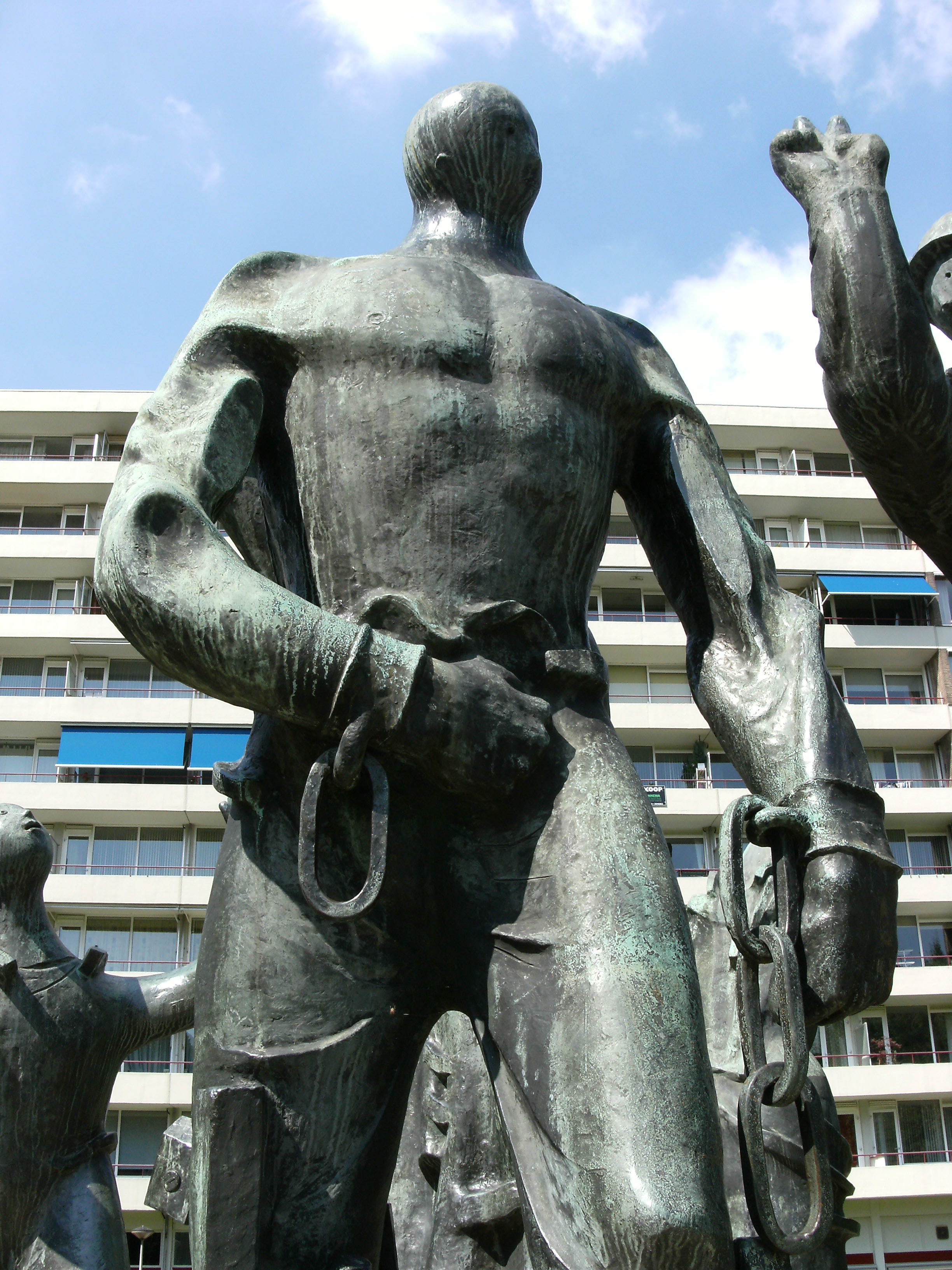
Bevrijde gevangene
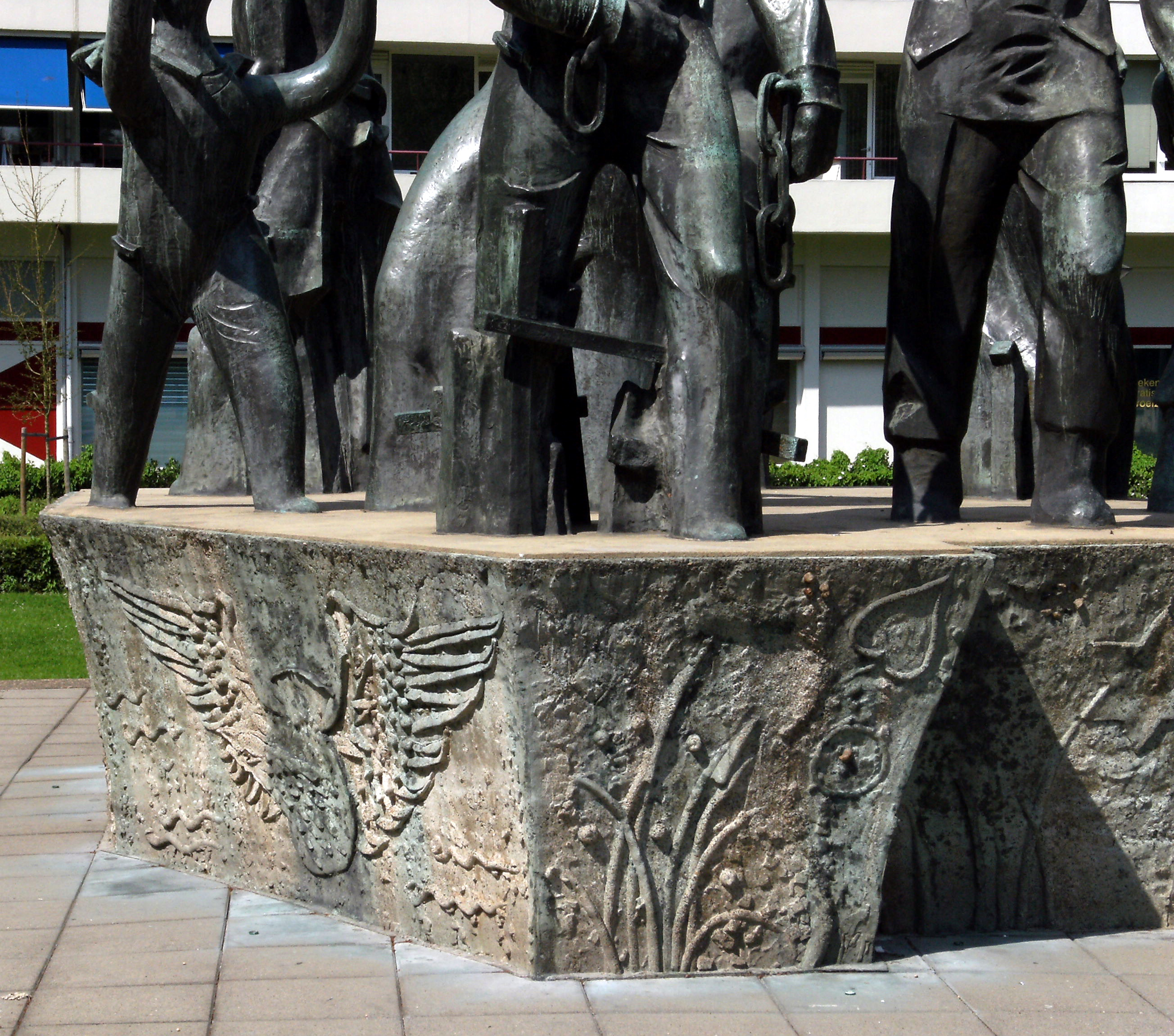
Detail sokkel
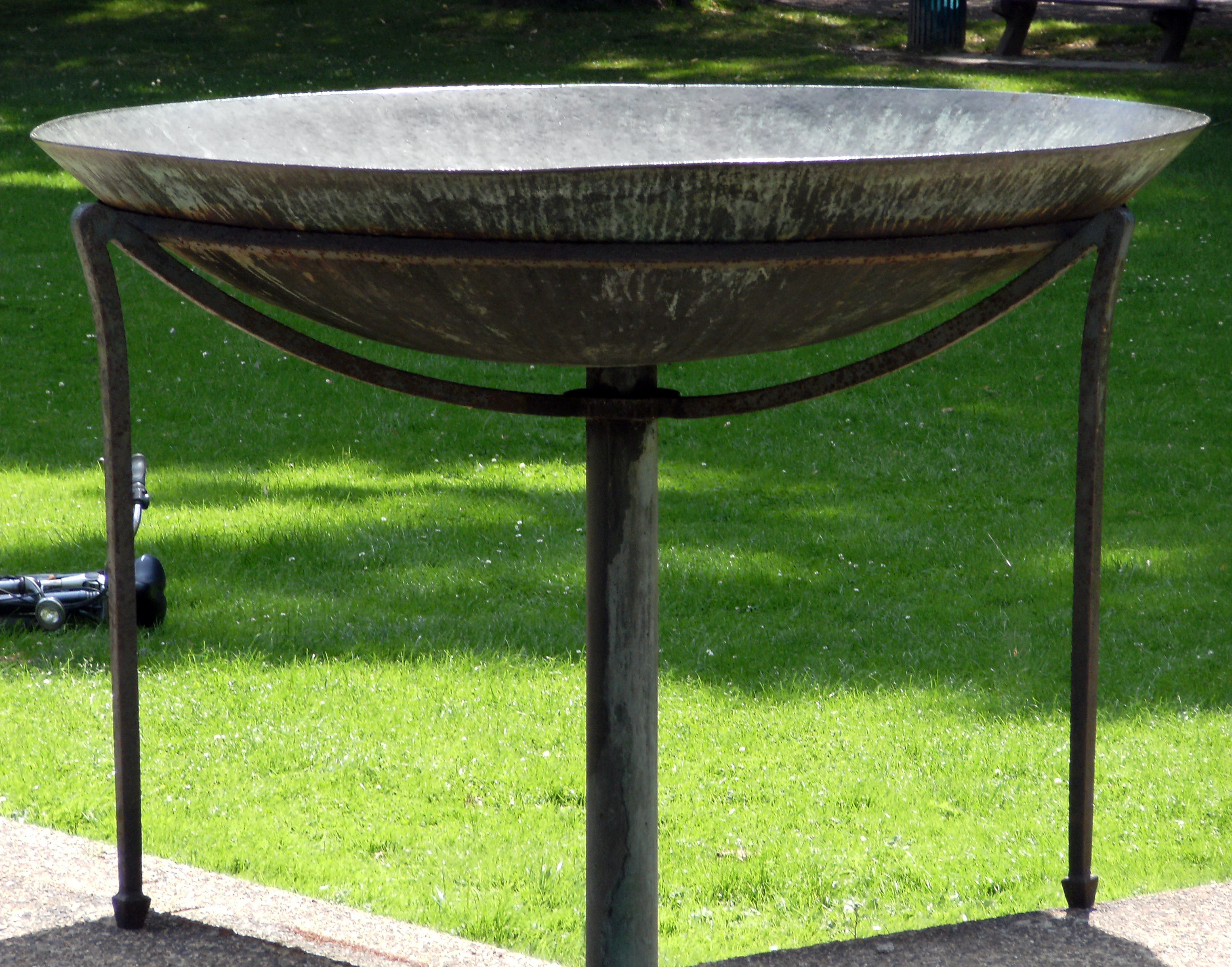
Schaal voor bevrijdingsvuur